# Olle Kinch
Olle Kinch, född 5 september 1923 i Göteborg, död 20 juni 1992 i Stockholm, var en svensk regissör och film- och teaterproducent. Han var son till Karl Kinch och Kajsa Ranft. 
Olle Kinch var teaterdirektör för privatteatern Folkan vid Östermalmstorg i Stockholm under 1970- och 1980-talen. Han försåg Folkan med en rad publiksuccéer, bland annat engelska Ray Cooney-farser som Kuta och kör, Hotelliggaren och Det stannar i familjen. Han var även verksam som regissör.

## Regi (urval)
- 1952 – H.C. Andersens sagor